# Cheliomyrmex
Cheliomyrmex es el único género de la tribu Cheliomyrmecini de hormigas pertenecientes a la familia Formicidae. Son hormigas nómadas originarias del Nuevo Mundo.

## Características
Alcanzan unos 5 mm de longitud, son de color marrón rojizo.

## Distribución
Se distribuye por el Nuevo Mundo (América)

## Especies
- Cheliomyrmex andicola Emery, 1894
- Cheliomyrmex audax Santschi, 1921
- Cheliomyrmex megalonyx Wheeler, 1921
- Cheliomyrmex morosus (Smith, 1859)

## Galería

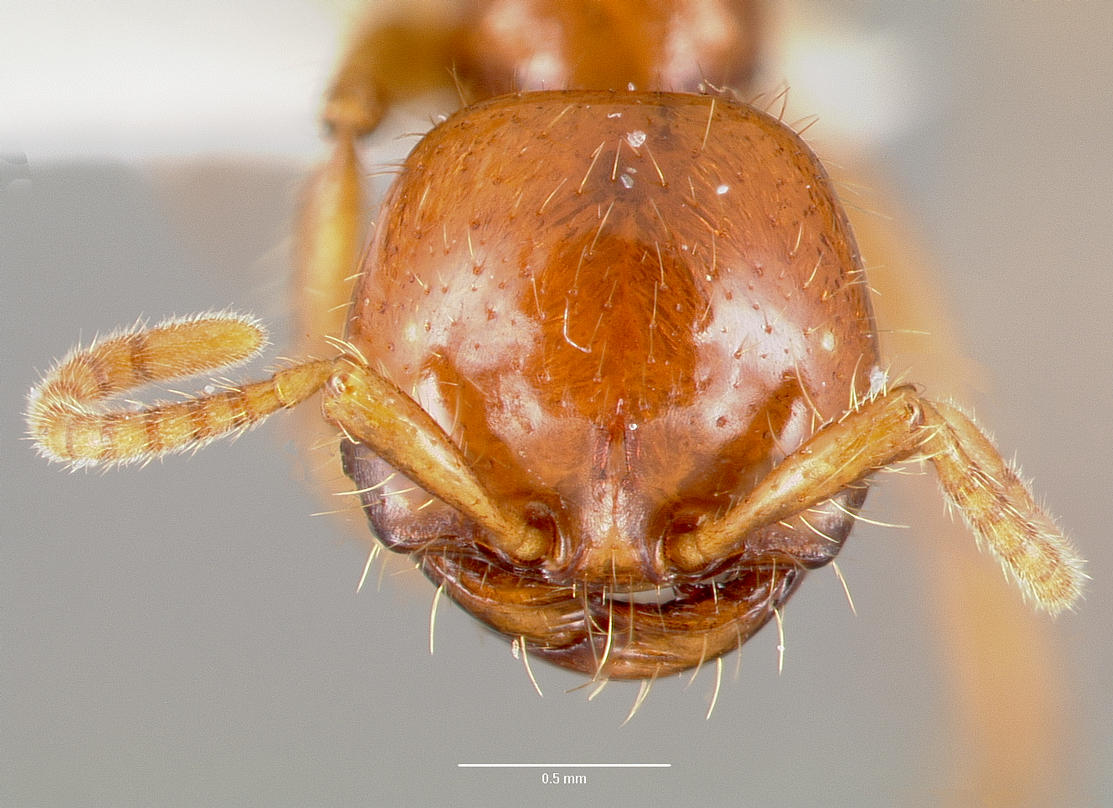
Cheliomyrmex morosus
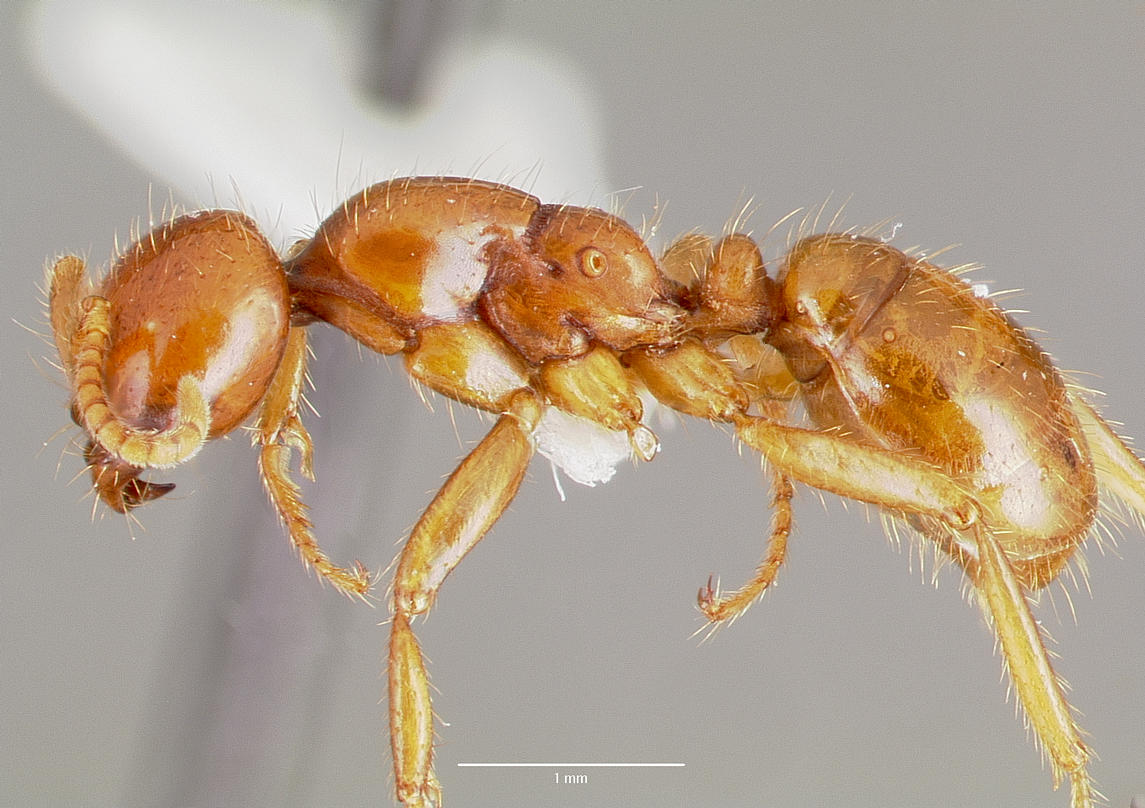
Cheliomyrmex morosus
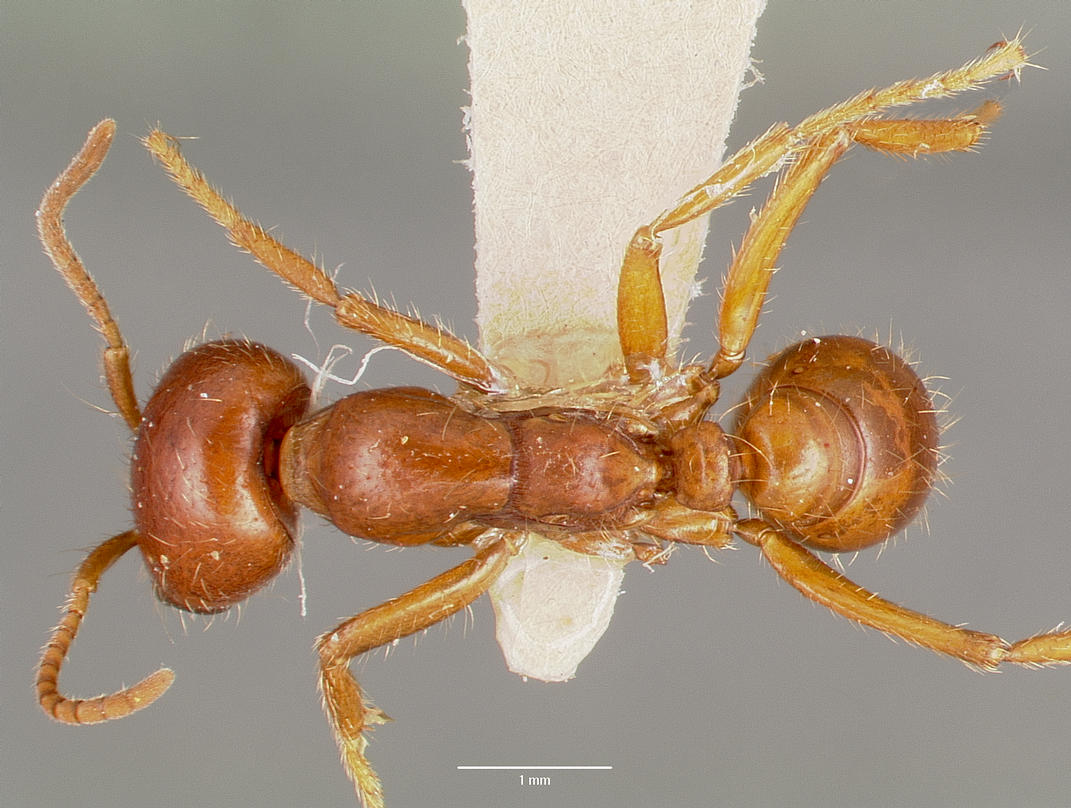
Cheliomyrmex megalonyx
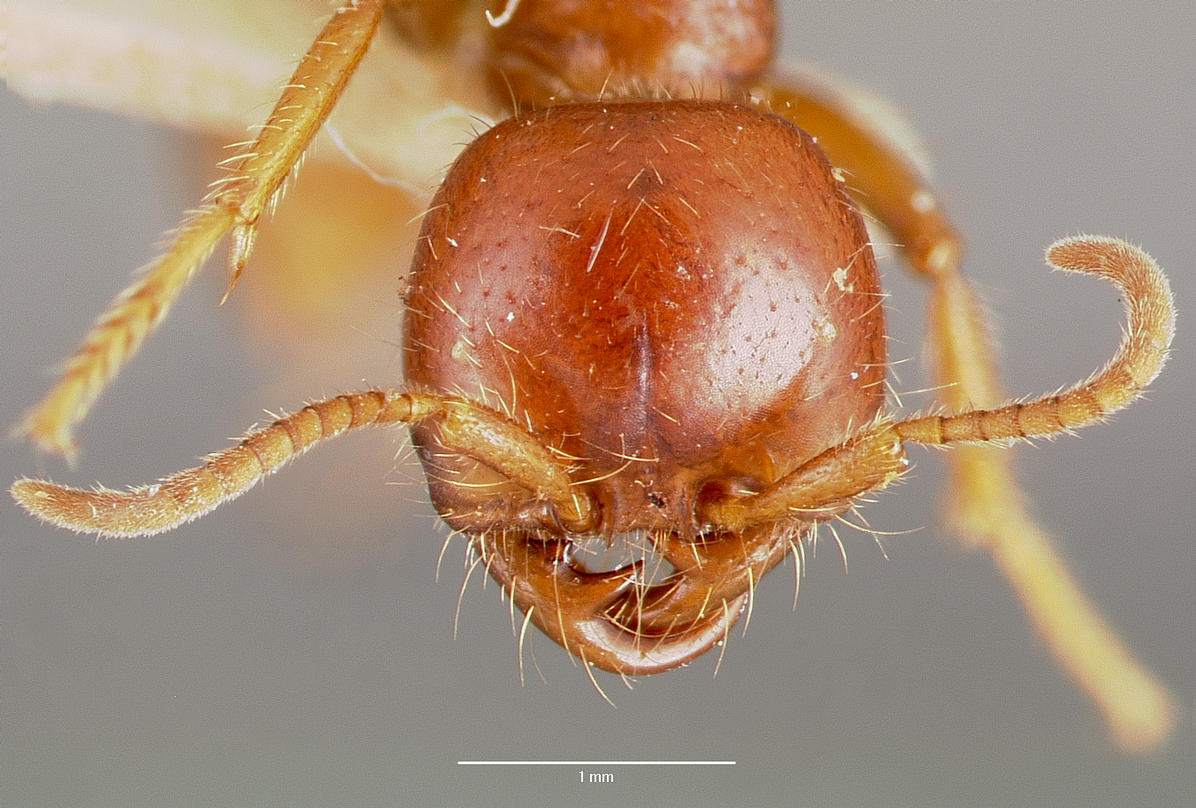
Cheliomyrmex megalonyx